# Schwindegg
Schwindegg är en kommun och ort i Landkreis Mühldorf am Inn i Regierungsbezirk Oberbayern i förbundslandet Bayern i Tyskland. Den tidigare kommunen Walkersaich uppgick i Schwindegg 1 januari 1973.